# Diadie Samassékou
Diadie Samassékou (Bamako, 11 gennaio 1996) è un calciatore maliano, centrocampista dell'Hoffenheim e della nazionale maliana.

## Carriera

### Club

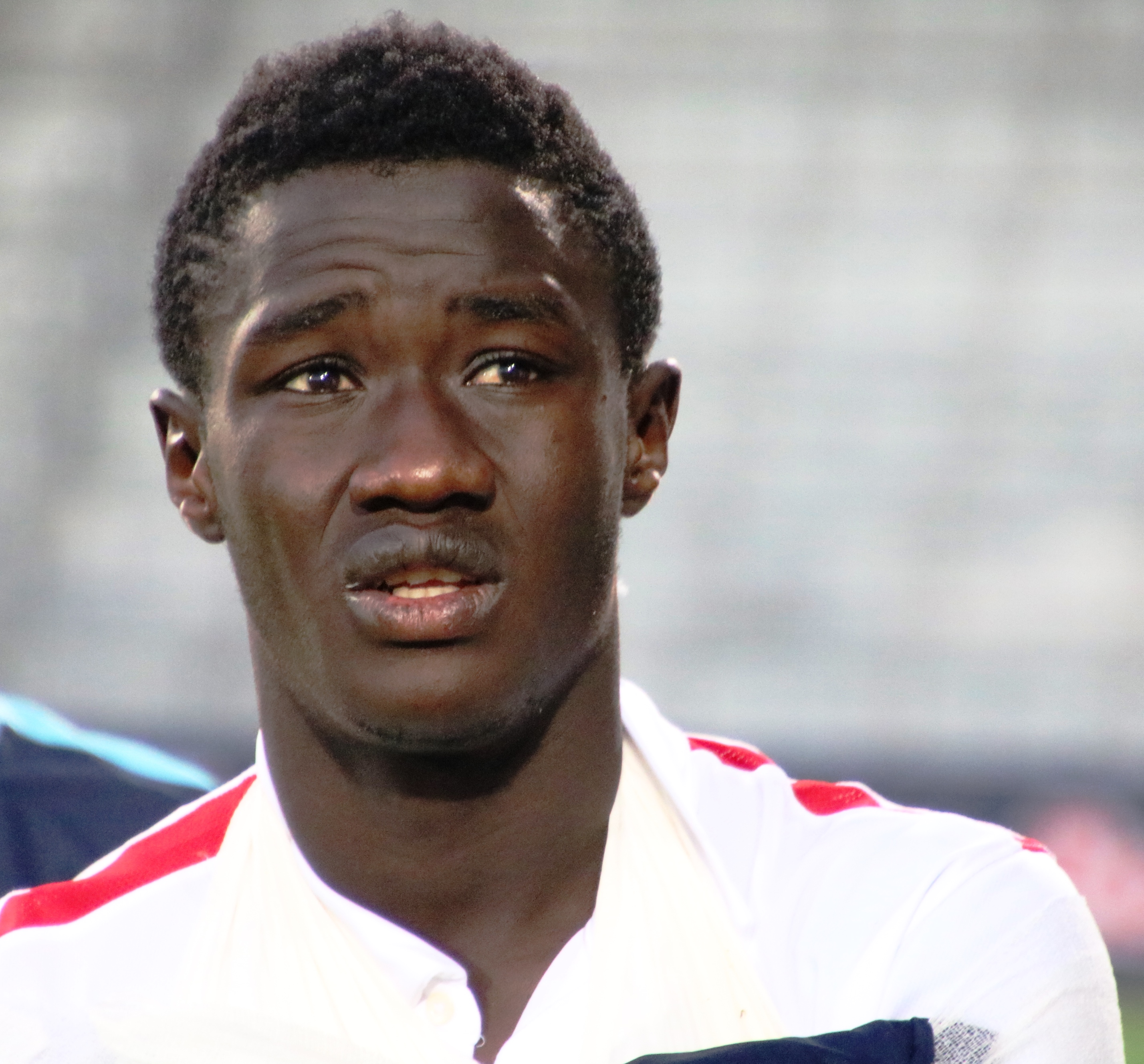
Samassékou con la maglia del Liefering nel 2016.

Samassékou firma con il Red Bull Salisburgo nell'agosto 2015, venendo girato nella cantera della squadra austriaca, il Liefering. Il 12 luglio 2016 esordisce con il Salisburgo giocando contro il Liepāja, partita valida per le qualificazioni alla Champions League. Il 26 luglio viene espulso nella partita d'andata delle terzo turno della rassegna continentale.
Il 1º febbraio 2024 viene ceduto in prestito al Cadice.

### Nazionale
Con la nazionale del Mali Under-20 partecipa al Mondiale di categoria del 2015, ed al Torneo di Tolone. Esordisce con la nazionale maliana il 29 giugno 2014 nell'amichevole contro la Cina, persa per 3-1.

## Statistiche

### Presenze e reti nei club
Statistiche aggiornate al 2 febbraio 2024.
| Stagione          | Squadra           | Campionato        | Campionato | Campionato | Coppe nazionali | Coppe nazionali | Coppe nazionali | Coppe continentali | Coppe continentali | Coppe continentali | Altre coppe | Altre coppe | Altre coppe | Totale | Totale |
| Stagione          | Squadra           | Comp              | Pres       | Reti       | Comp            | Pres            | Reti            | Comp               | Pres               | Reti               | Comp        | Pres        | Reti        | Pres   | Reti   |
| ----------------- | ----------------- | ----------------- | ---------- | ---------- | --------------- | --------------- | --------------- | ------------------ | ------------------ | ------------------ | ----------- | ----------- | ----------- | ------ | ------ |
| 2015-2016         | Liefering         | EL                | 25         | 0          | -               | -               | -               | -                  | -                  | -                  | -           | -           | -           | 25     | 0      |
| nov. 2016         | Liefering         | EL                | 1          | 0          | -               | -               | -               | -                  | -                  | -                  | -           | -           | -           | 1      | 0      |
| Totale Liefering  | Totale Liefering  | Totale Liefering  | 26         | 0          |                 | -               | -               |                    | -                  | -                  |             | -           | -           | 26     | 0      |
| 2016-2017         | Salisburgo        | BL                | 27         | 0          | ÖC              | 4               | 0               | UCL+UEL            | 4+3                | 0                  | -           | -           | -           | 38     | 0      |
| 2017-2018         | Salisburgo        | BL                | 29         | 0          | ÖC              | 3               | 0               | UCL+UEL            | 4+14               | 0                  | -           | -           | -           | 50     | 0      |
| 2018-2019         | Salisburgo        | BL                | 26         | 1          | ÖC              | 5               | 0               | UCL+UEL            | 4+10               | 1+0                | -           | -           | -           | 43     | 2      |
| lug.-ago. 2019    | Salisburgo        | BL                | 1          | 0          | ÖC              | 0               | 0               | UCL                | 0                  | 0                  | -           | -           | -           | 1      | 0      |
| Totale Salisburgo | Totale Salisburgo | Totale Salisburgo | 83         | 1          |                 | 12              | 0               |                    | 39                 | 1                  |             | -           | -           | 134    | 2      |
| ago. 2019-2020    | Hoffenheim        | BL                | 21         | 0          | CG              | 0               | 0               | -                  | -                  | -                  | -           | -           | -           | 21     | 0      |
| 2020-2021         | Hoffenheim        | BL                | 31         | 0          | CG              | 0               | 0               | UEL                | 6                  | 0                  | -           | -           | -           | 37     | 0      |
| 2021-2022         | Hoffenheim        | BL                | 24         | 2          | CG              | 1               | 0               | -                  | -                  | -                  | -           | -           | -           | 25     | 2      |
| ago.-set.2022     | Hoffenheim        | BL                | 2          | 0          | CG              | 1               | 0               | -                  | -                  | -                  | -           | -           | -           | 3      | 0      |
| set.2023-2024     | Olympiacos        | SL                | 14+6       | 1+1        | CG              | 5               | 0               | UCL+UEL            | 0                  | 0                  | -           | -           | -           | 25     | 2      |
| 2023-gen.2024     | Hoffenheim        | BL                | 1          | 0          | CG              | 0               | 0               | -                  | -                  | -                  | -           | -           | -           | 1      | 0      |
| Totale Hoffenheim | Totale Hoffenheim | Totale Hoffenheim | 78         | 2          |                 | 2               | 0               |                    | 6                  | 0                  |             | -           | -           | 87     | 2      |
| gen.-giu.2024     | Cadice            | PD                | 0          | 0          | CR              | 0               | 0               | -                  | -                  | -                  | -           | -           | -           | 0      | 0      |
| Totale carriera   | Totale carriera   | Totale carriera   | 208        | 5          |                 | 19              | 0               |                    | 45                 | 1                  |             | -           | -           | 272    | 6      |

### Cronologia presenze e reti in nazionale
| Cronologia completa delle presenze e delle reti in nazionale ― Mali | Cronologia completa delle presenze e delle reti in nazionale ― Mali | Cronologia completa delle presenze e delle reti in nazionale ― Mali | Cronologia completa delle presenze e delle reti in nazionale ― Mali | Cronologia completa delle presenze e delle reti in nazionale ― Mali | Cronologia completa delle presenze e delle reti in nazionale ― Mali | Cronologia completa delle presenze e delle reti in nazionale ― Mali | Cronologia completa delle presenze e delle reti in nazionale ― Mali |
| Data                                                                | Città                                                               | In casa                                                             | Risultato                                                           | Ospiti                                                              | Competizione                                                        | Reti                                                                | Note                                                                |
| ------------------------------------------------------------------- | ------------------------------------------------------------------- | ------------------------------------------------------------------- | ------------------------------------------------------------------- | ------------------------------------------------------------------- | ------------------------------------------------------------------- | ------------------------------------------------------------------- | ------------------------------------------------------------------- |
| 29-6-2014                                                           | Shenzhen                                                            | Cina                                                                | 1 – 3                                                               | Mali                                                                | Amichevole                                                          | -                                                                   | 69’                                                                 |
| 4-9-2016                                                            | Bamako                                                              | Mali                                                                | 5 – 2                                                               | Benin                                                               | Qual. Coppa d'Africa 2017                                           | -                                                                   | 68’                                                                 |
| 8-10-2016                                                           | Bouaké                                                              | Costa d'Avorio                                                      | 3 – 1                                                               | Mali                                                                | Qual. Mondiali 2018                                                 | -                                                                   | 20’ 72’                                                             |
| 6-10-2017                                                           | Bouaké                                                              | Mali                                                                | 0 – 0                                                               | Costa d'Avorio                                                      | Qual. Mondiali 2018                                                 | -                                                                   | 35’                                                                 |
| 11-11-2017                                                          | Franceville                                                         | Gabon                                                               | 0 – 0                                                               | Mali                                                                | Qual. Mondiali 2018                                                 | -                                                                   |                                                                     |
| 9-9-2018                                                            | Juba                                                                | Sudan del Sud                                                       | 0 – 3                                                               | Mali                                                                | Qual. Coppa d'Africa 2019                                           | -                                                                   |                                                                     |
| 12-10-2018                                                          | Yaoundé                                                             | Mali                                                                | 0 – 0                                                               | Burundi                                                             | Qual. Coppa d'Africa 2019                                           | -                                                                   |                                                                     |
| 16-10-2018                                                          | Bujumbura                                                           | Burundi                                                             | 1 – 1                                                               | Mali                                                                | Qual. Coppa d'Africa 2019                                           | -                                                                   |                                                                     |
| 17-11-2018                                                          | Libreville                                                          | Gabon                                                               | 0 – 1                                                               | Mali                                                                | Qual. Coppa d'Africa 2019                                           | -                                                                   |                                                                     |
| 14-6-2019                                                           | Al Wakrah                                                           | Camerun                                                             | 1 – 1                                                               | Mali                                                                | Amichevole                                                          | -                                                                   | 81’                                                                 |
| 24-6-2019                                                           | Suez                                                                | Mali                                                                | 4 – 1                                                               | Mauritania                                                          | Coppa d'Africa 2019 - 1º turno                                      | -                                                                   |                                                                     |
| 28-6-2019                                                           | Suez                                                                | Tunisia                                                             | 1 – 1                                                               | Mali                                                                | Coppa d'Africa 2019 - 1º turno                                      | 1                                                                   | 70’                                                                 |
| 8-7-2019                                                            | Suez                                                                | Mali                                                                | 0 – 1                                                               | Costa d'Avorio                                                      | Coppa d'Africa 2019 - Ottavi di finale                              | -                                                                   |                                                                     |
| 5-9-2019                                                            | Dammam                                                              | Arabia Saudita                                                      | 1 – 1                                                               | Mali                                                                | Amichevole                                                          | -                                                                   | 63’                                                                 |
| 14-11-2019                                                          | Bamako                                                              | Mali                                                                | 2 – 2                                                               | Guinea                                                              | Qual. Coppa d'Africa 2021                                           | -                                                                   |                                                                     |
| 17-11-2019                                                          | N'Djamena                                                           | Ciad                                                                | 1 – 4                                                               | Mali                                                                | Qual. Coppa d'Africa 2021                                           | -                                                                   | 90’                                                                 |
| 13-11-2020                                                          | Bamako                                                              | Mali                                                                | 1 – 0                                                               | Namibia                                                             | Qual. Coppa d'Africa 2021                                           | -                                                                   |                                                                     |
| 24-3-2021                                                           | Conakry                                                             | Guinea                                                              | 1 – 0                                                               | Mali                                                                | Qual. Coppa d'Africa 2021                                           | -                                                                   | cap.                                                                |
| 6-9-2021                                                            | Kampala                                                             | Uganda                                                              | 0 – 0                                                               | Mali                                                                | Qual. Mondiali 2022                                                 | -                                                                   |                                                                     |
| 10-10-2021                                                          | Nairobi                                                             | Kenya                                                               | 0 – 1                                                               | Mali                                                                | Qual. Mondiali 2022                                                 | -                                                                   |                                                                     |
| 11-11-2021                                                          | Kigali                                                              | Ruanda                                                              | 0 – 3                                                               | Mali                                                                | Qual. Mondiali 2022                                                 | -                                                                   | 80’                                                                 |
| 14-11-2021                                                          | Agadir                                                              | Mali                                                                | 1 – 0                                                               | Uganda                                                              | Qual. Mondiali 2022                                                 | -                                                                   | 90+1’                                                               |
| 12-1-2022                                                           | Limbe                                                               | Tunisia                                                             | 0 – 1                                                               | Mali                                                                | Coppa d'Africa 2021 - 1º turno                                      | -                                                                   |                                                                     |
| 16-1-2022                                                           | Limbe                                                               | Gambia                                                              | 1 – 1                                                               | Mali                                                                | Coppa d'Africa 2021 - 1º turno                                      | -                                                                   | 46’                                                                 |
| 29-3-2022                                                           | Radès                                                               | Tunisia                                                             | 0 – 0                                                               | Mali                                                                | Qual. Mondiali 2022                                                 | -                                                                   | 73’                                                                 |
| 4-6-2022                                                            | Bamako                                                              | Mali                                                                | 4 – 0                                                               | Rep. del Congo                                                      | Qual. Coppa d'Africa 2023                                           | -                                                                   |                                                                     |
| 9-6-2022                                                            | Kampala                                                             | Sudan del Sud                                                       | 1 – 3                                                               | Mali                                                                | Qual. Coppa d'Africa 2023                                           | -                                                                   |                                                                     |
| 23-9-2022                                                           | Bamako                                                              | Mali                                                                | 1 – 0                                                               | Zambia                                                              | Amichevole                                                          | -                                                                   | 63’                                                                 |
| 26-9-2022                                                           | Bamako                                                              | Mali                                                                | 0 – 0                                                               | Zambia                                                              | Amichevole                                                          | -                                                                   |                                                                     |
| 16-11-2022                                                          | Bir El Djir                                                         | Algeria                                                             | 1 – 1                                                               | Mali                                                                | Amichevole                                                          | -                                                                   | 79’                                                                 |
| 24-3-2023                                                           | Bamako                                                              | Mali                                                                | 2 – 0                                                               | Gambia                                                              | Qual. Coppa d'Africa 2023                                           | -                                                                   | 71’                                                                 |
| 28-3-2023                                                           | Casablanca                                                          | Gambia                                                              | 1 – 0                                                               | Mali                                                                | Qual. Coppa d'Africa 2023                                           | -                                                                   | cap. 47’ 88’                                                        |
| 18-6-2023                                                           | Brazzaville                                                         | Rep. del Congo                                                      | 0 – 2                                                               | Mali                                                                | Qual. Coppa d'Africa 2023                                           | -                                                                   | 87’                                                                 |
| 8-9-2023                                                            | Bamako                                                              | Mali                                                                | 4 – 0                                                               | Sudan del Sud                                                       | Qual. Coppa d'Africa 2023                                           | -                                                                   | 71’                                                                 |
| 17-10-2023                                                          | Portimão                                                            | Arabia Saudita                                                      | 1 – 3                                                               | Mali                                                                | Amichevole                                                          | -                                                                   | 10’                                                                 |
| 6-1-2024                                                            | Bamako                                                              | Mali                                                                | 6 – 2                                                               | Guinea-Bissau                                                       | Amichevole                                                          | -                                                                   | 46’                                                                 |
| 20-1-2024                                                           | Korhogo                                                             | Tunisia                                                             | 1 – 1                                                               | Mali                                                                | Coppa d'Africa 2023 - 1º turno                                      | -                                                                   | 83’                                                                 |
| 30-1-2024                                                           | Korhogo                                                             | Mali                                                                | 2 – 1                                                               | Burkina Faso                                                        | Coppa d'Africa 2023 - Ottavi di finale                              | -                                                                   | 73’                                                                 |
| 3-2-2024                                                            | Bouaké                                                              | Mali                                                                | 1 – 2 dts                                                           | Costa d'Avorio                                                      | Coppa d'Africa 2023 - Quarti di finale                              | -                                                                   | 102’                                                                |
| 22-3-2024                                                           | Marrakech                                                           | Mali                                                                | 2 – 0                                                               | Mauritania                                                          | Amichevole                                                          | -                                                                   |                                                                     |
| 26-3-2024                                                           | Marrakech                                                           | Mali                                                                | 2 – 0                                                               | Nigeria                                                             | Amichevole                                                          | -                                                                   | 55’                                                                 |
| 6-6-2024                                                            | Bamako                                                              | Mali                                                                | 1 – 2                                                               | Ghana                                                               | Qual. Mondiali 2026                                                 | -                                                                   | 56’                                                                 |
| Totale                                                              |                                                                     | Presenze                                                            | 42                                                                  |                                                                     | Reti                                                                | 1                                                                   |                                                                     |

## Palmarès

### Club

#### Competizioni nazionali
- Campionato austriaco: 3

Salisburgo: 2016-2017, 2017-2018, 2018-2019
- Coppa d'Austria: 2

Salisburgo: 2016-2017, 2018-2019

### Individuale
- Squadra della stagione della UEFA Europa League: 1

2017-2018